# Sahasranama

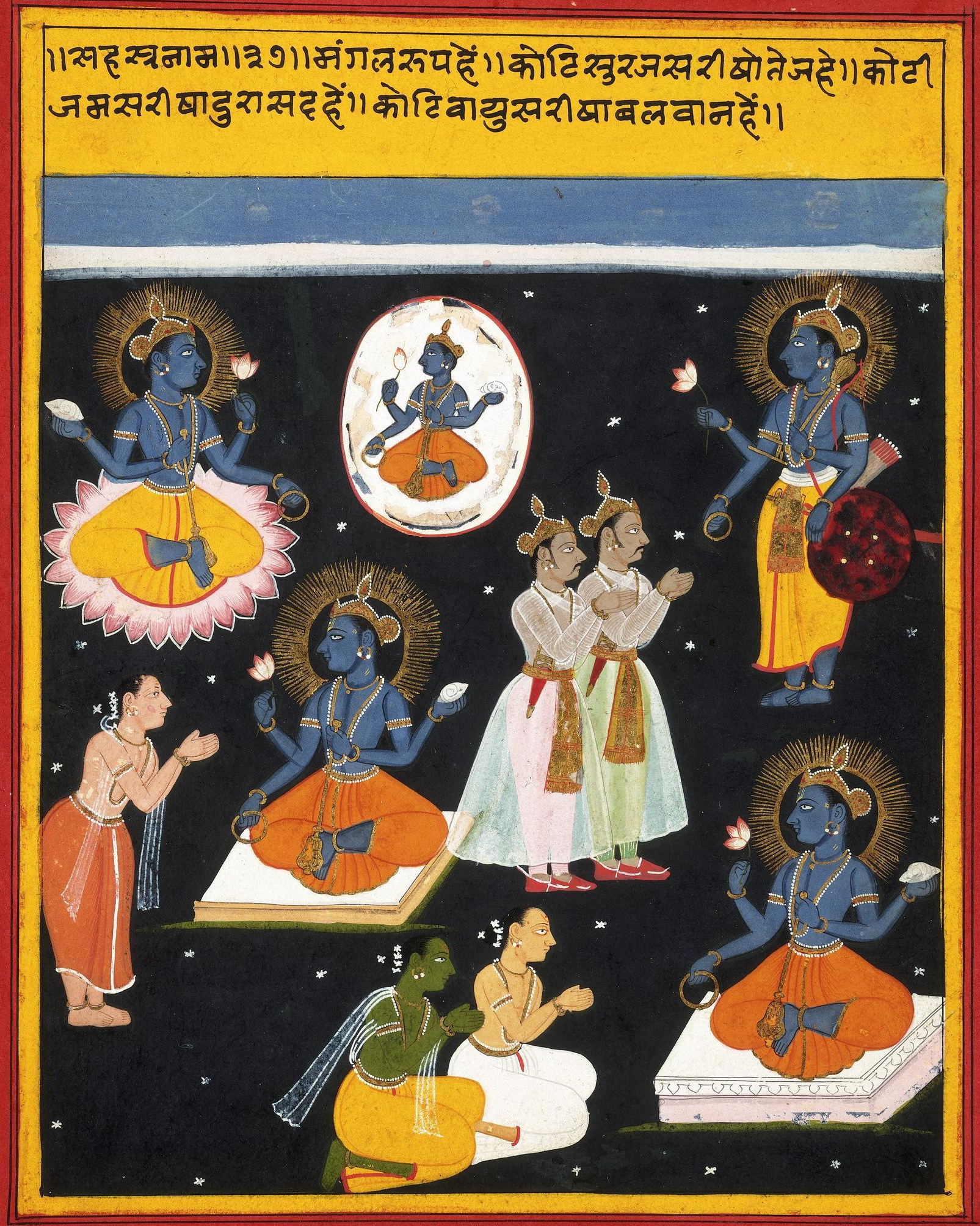
Manuscrito del Vishnu Sahasranama (1690), reino de Mewar, India.

Sahasranama (devanagari: सहस्रनाम; AITS: Sahasranāma) es un término que significa «mil nombres». Se trata de un género dentro de la literatura stotra, en el que se mencionan cien nombres de un dios como epítetos o atributos. Normalmente la palabra aparece como título junto al nombre de alguna deidad, como en el caso del Vishnu Sahasranāma. 
Al igual que los stotras, los sahasranamas son canciones de alabanza, un género dentro de la literatura devocional. La palabra está compuesta por sahasra (sahasra; सहस्र, «mil») y naman (ranāman, रनामन्; «nombre»). Un sahasranāma suele incluir los nombres de otras divinidades además de a la que está dedicado, lo que sugiere equivalencias henoteístas o que se trata de atributos en vez de nombres personales. Por eso, el Ganesha Sahasranama, que lista los mil nombres de Ganesha, incluye a Brahma, Vishnu, Shakti, Shiva, Rudra, Sadashiva y otros. También menciona epítetos como jiva (fuerza vital), satya (verdad), param (más elevado), jñana (conocimiento), entre otros. El Vishnu Sahasranama utiliza estos términos y además menciona otro atributo de Vishnu, jñāna-yājna (ofrenda de conocimiento). El Lalita Sahasranama, de forma similar, trata sobre la energía de una diosa que se manifiesta individualmente como deseo, sabiduría y acción. Un sahasranama también informa sobre los atributos, virtudes y leyendas que simbolizan a una deidad. Existen otros stotras más breves, que contienen solo 108 nombres y se denominan ashtottara-shata-nāma.

## Cronología
Los sahasranamas, como el Vishnu Sahasranama, no aparecen entre los primeros manuscritos de la samhita, sino que se encuentran en las versiones medievales y tardías de varios textos de este grupo. Una de las obras más importantes dentro del sahasranama pertenece a la subescuela de Rāmānuja Āchārya: es el Vishnu Sahasra-namam Bhasya («comentario») de Parasara Bhattar, que data del siglo XII.

## En las religiones de la India

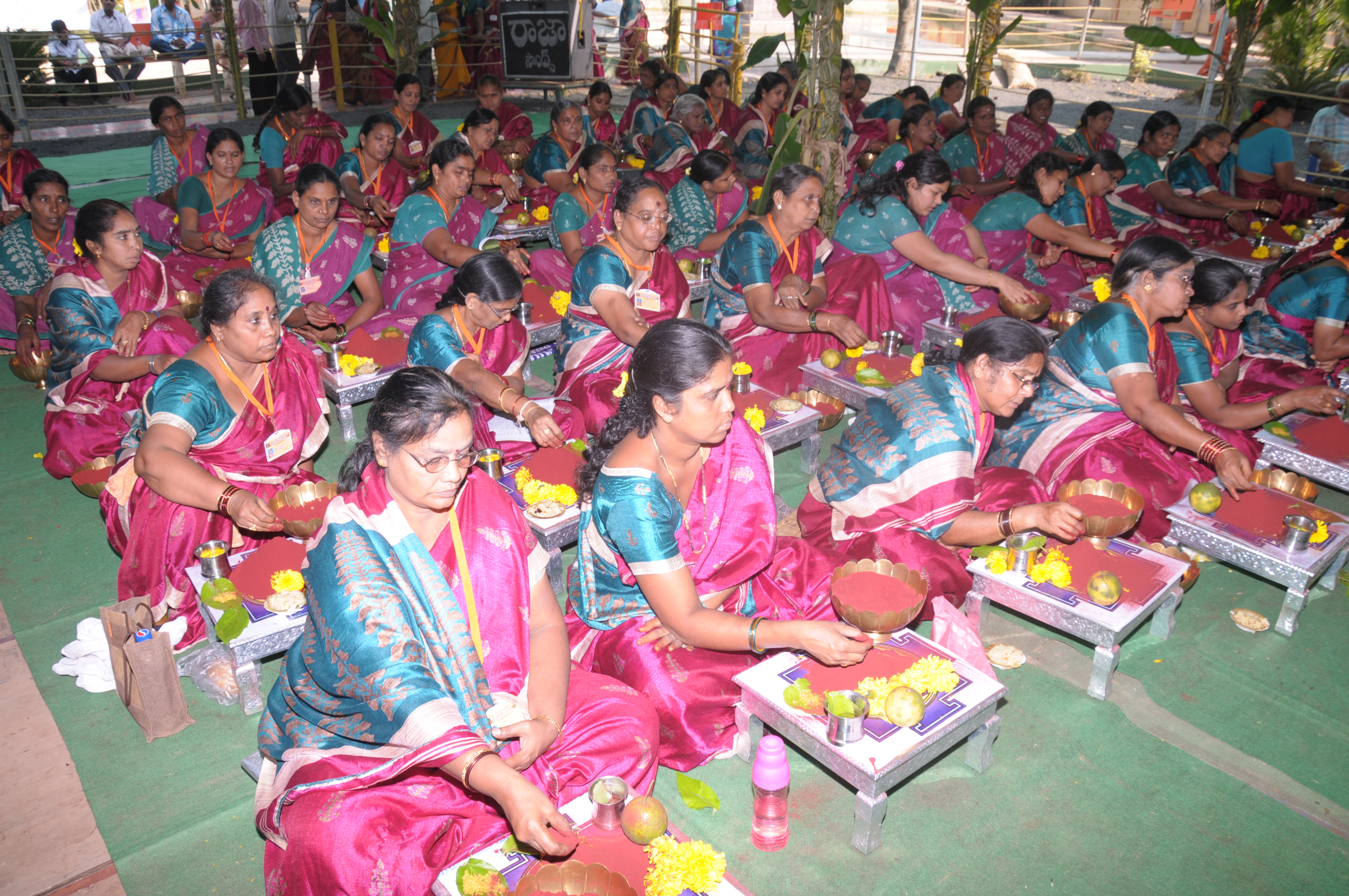
Un grupo de mujeres recitando el Lalita Sahasranama.

### Hinduismo
Los sahasranamas más conocidos del hinduismo son:
- Vishnu sahasranama: es un stotra del vaisnavismo; se lo encuentra en la sección 13.135 del Mahabharata,[12][13] Anushasana Parva, junto con todos los puranas ligados a esta corriente.[14][15]
- Shiva Sahasranama: es un stotra del shivaísmo, presente en la sección 13.17 del Mahabharata.[12] Existen de él ocho versiones.[16] La más conocida es la que se encuentra en el libro 13 del Mahabharata.[17]
- Lalita Sahasranama: es un stotra del shaktismo.[18] Esta obra relacionada con la Devi o madre divina se encuentra en el Brahmāṇḍa Purāṇa.[19]
- Ganesha Sahasranama: es un stotra del Smarta. Una versión se encuentra presente en el Ganesha Purana.[20][21]

En el tantra se canta el Bhavani Nāma Sahasra Stuti y el Kali Sahasranāma. Si bien los sahasranamas de Vishnu y Shiva son populares entre todos los hindúes, el Lalita Sahasranama es más cantado en el sur de la India. El Ganesha Sahasranama es propio de los Ganapatya. Los Kashmiri Pandits recitan el Bhavani Nāma Sahasra Stuti. El Kali Sahasranama también es popular entre los bengalíes.

### Jainismo
En el jainismo se recita el Jina-sahasranama de Jemachandra, un stotra con mil nombres de Jinasena, Ashadhara y Banarasidas.

### Sijismo
El guru Arjan del sijismo, junto con sus colegas, está acreditado como el autor del Sukhmani Sahasranama, compuesto en gauri raga, basado en la literatura puránica hinduista y dedicado a Rama y Krishna. Este texto sij del siglo XVII toca temas relacionados con el bhakti, a diferencia del Dasam Granth, acerca de la guerra y la soberanía.